# Llŷn
Llŷn (nebo také poangličtěně Lleyn) je poloostrov ležící v severozápadním Walesu u Irského moře (nachází se jihozápadně od ostrova Anglesey). Rozloha poloostrova činí přibližně 400 km2 a žije zde přes dvacet tisíc obyvatel. Přes poloostrov cestovali poutníci na ostrov Enlli. Podle sčítání lidu v roce 2001 zde roste počet velšsky mluvících lidí (jde o jedno z míst, kde je tento jazyk používán nejvíce). Na poloostrově leží například obce či vesnice Aberdaron, Llanaelhaearn, Llannor, Llanystumdwy, Nefyn a Tudweiliog.